# Țarul (film)
Țarul (în rusă Царь) este un film istoric rusesc din 2009, regizat de Pavel Lunghin. El prezintă perioada domniei țarului Ivan cel Groaznic (1547-1584) și relațiile sale cu mitropolitul Filip al II-lea al Moscovei. Filmul a concurat la secțiunea Un Certain Regard a Festivalului de Film de la Cannes din 2009.

## Rezumat
Filmul prezintă perioada anilor 1566-1569, când a avut loc Războiul din Opricina și Livonia. Filmul începe cu momentul în care Biserica Ortodoxă Rusă rămâne fără mitropolit, după plecarea mitropolitului Afanasie la o mănăstire, iar țarul Ivan cel Groaznic cheamă un prieten din copilărie, egumenul Filip Kolîciov de la Mănăstirea Solovki (în film numele său a fost pronunțat Kolîcev). Filmul este împărțit în patru părți.
1. Rugăciunea țarului. Țarul se roagă în chilia sa și îi cere lui Dumnezeu să îl ajute în misiunea sa. Între timp, egumenul Filip călătorește spre Moscova și o scapă pe fetița Mașa de gărzile țarului, care-i torturasetă tatăl. Țarul îl propune egumenului să accepte să devină mitropolit al Moscovei, dar acesta refuză inițial. Starețul se întâlnește cu nepotul său Kolîcev, care mergea la război, iar nepotul său îi recomandă să stea departe de țar pentru a scăpa cu viață. Regele vine înapoi la Filip, îi dă Mașei o icoană a Maicii Domnului și încearcă să-l convingă pe Filip să accepte să devină mitropolit. Filip vede ororile comise de gărzile țarului și încearcă să-l convingă pe monarh să nu fie atât de crud și să arate milă față de dușmanii săi.
2. Războiul țarului. Nepotul mitropolitului participă la o luptă sângeroasă cu polonezii și lituanienii în apropiere de Poloțk. Acolo se află și Mașa care fugise cu icoana țarului. Fata dă drumul icoanei pe apă, iar podul pe care se deplasa cavaleria lituaniană se prăbușește. Voievodul de la Poloțk se întoarce la Moscova, dar se pare că oștile polono-lituaniene izolaseră orașul Poloțk, care și-a deschis porțile în fața invadatorilor. Orașul s-a predat și țarul mânios vrea să-i execute pe toți comandanții militari. Filip îi adăpostește în mănăstirea sa de reședință, ceea ce atrage, de asemenea, mânia regelui. Voievodul de la Poloțk a fost arestat, iar Maliuta Skuratov îl marchează cu fierul roșu pe piept.
3. Mânia țarului. Țarul îi poruncește mitropolitului să-i judece el pe trădători, care declară că-și recunosc vina. Dându-și seama că ei nu spun adevărul, Filip refuză să semneze condamnarea lor la moarte. Între timp, regele se pregătește pentru executarea comandanților: el îi trimite pe o arenă să lupte cu un urs. După uciderea celor doi comandanți, ursul îl atacă pe nepotul mitropolitului. În acest moment, în arenă pătrunde Mașa cu icoana Maicii Domnului în mână și încearcă să oprească ursul. Animalul îl lasă pe Kolîcev și o ucide pe Mașa cu o lovitură de labă. Mitropolitul Filip, îngrozit de cruzimea fără sens a țarului și văzând că încercările sale de a-l convinge să renunțe la violență sunt inutile, intră în arenă, ridică icoana de pe jos și pleacă. În timpul slujbei religioase din catedrală, Filip refuză să-l binecuvânteze pe țar, iar monarhul este furios, îl dezbracă pe mitropolit de hainele sale și îl determină să privească torturarea și executarea nepotului său. Țarul decide să-l ierte pe Filip, dar îl exilează pentru totdeauna la o mănăstire, unde este legat în lanțuri ca un prizonier obișnuit, fiind lipsit chiar și de apă.
4. Distracția țarului. Heinrich von Staden construiește un "lagăr de tortură", unde urmau să fie chinuiți prizonierii pentru distracția țarului. În timpul inspecției lagărului de către țar, bufonul regal Vassian citează un verset din Apocalipsă, comparând-o pe Maria Temriukovna cu o curvă din Babilon, motiv pentru care monarhul poruncește arderea lui de viu pe rug. Între timp, Filip, aflat în lanțuri la o mănăstire, primește darul de a face vindecări și previziuni. El îl avertizează pe arhiepiscopul Pimen că "în a treia zi va veni veni aici Satanail și va pleca", adică țarul va porunci ca Filip să fie ucis. Filip îi îndeamnă să fugă și să se salveze. Cu toate acestea, starețul și aproape toți călugării decid să rămână alături de el. Țarul ajunge din nou la mănăstire, iar Filip îl acuză de violențe oribile și refuză să-l binecuvânteze; din porunca țarului, Skuratov îl sugrumă pe Filip cu propriile mâini. În ciuda ordinelor lui Skuratov de a i se aduce cadavrul, călugării săvârșesc slujba de înmormântare a lui Filip într-o biserică de lemn, în care se blocaseră; Skuratov ordonă gărzilor să dea foc bisericii cu tot cu oamenii aflați în interior. 
Finalul filmului - Regele ajunge în "lagărul de tortură" și așteaptă toată noaptea începerea "distracției". În ciuda faptului că-i cheamă pe oameni, nimeni nu vine. "Unde este norodul meu?" - întreabă țarul. Apoi, el se roagă și întreabă din nou - "Unde este norodul meu?"

## Distribuție
- Piotr Mamonov - Ivan cel Groaznic
- Oleg Iankovski - mitropolitul Filip Kolîcev
- Anastasia Donțova - Mașa
- Aleksandr Domogarov - Aleksei Basmanov
- Aleksandr Ilîn - Fedka Basmanov
- Ramila Iskander - Maria Temriukovna
- Ville Haapasalo - Heinrich von Staden
- Aleksei Frandetti - Kai-Bulat
- Ivan Ohlobîstin - Vassian
- Iuri Kuznețov - Maliuta Skuratov
- Aleksei Makarov - generalul Kolîcev

## Premii
- 2009 — Festivalul de film rusesc de la Riga - "Cel mai bun regizor" (Pavel Lunghin) [2]
- 2010 — laureat al Premiului Nika pentru anul 2009 în categoria "Cele mai bune decoruri" (Serghei Ivanov) și "Cel mai bun actor" (Oleg Iankovski)